# Fontgombault
Fontgombault est une commune française située dans le département de l'Indre, en région Centre-Val de Loire.

## Géographie

### Localisation
La commune est située dans l'ouest du département, dans la région naturelle du Blancois, au sein du parc naturel régional de la Brenne.
Les communes limitrophes sont : Sauzelles (2 km), Preuilly-la-Ville (3 km), Lurais (4 km), Pouligny-Saint-Pierre (4 km) et Mérigny (7 km).
Les communes chefs-lieux et préfectorales sont : Le Blanc (7 km), Châteauroux (56 km), La Châtre (77 km) et Issoudun (82 km).

### Hameaux et lieux-dits
Les hameaux et lieux-dits de la commune sont : les Cloîtres, les Berthommières, les Auzannes, les Ageasses, la Toltière et Villebernier.

### Géologie et hydrographie
La commune est classée en zone de sismicité 2, correspondant à une sismicité faible.
Le territoire communal est arrosé par la rivière Creuse.

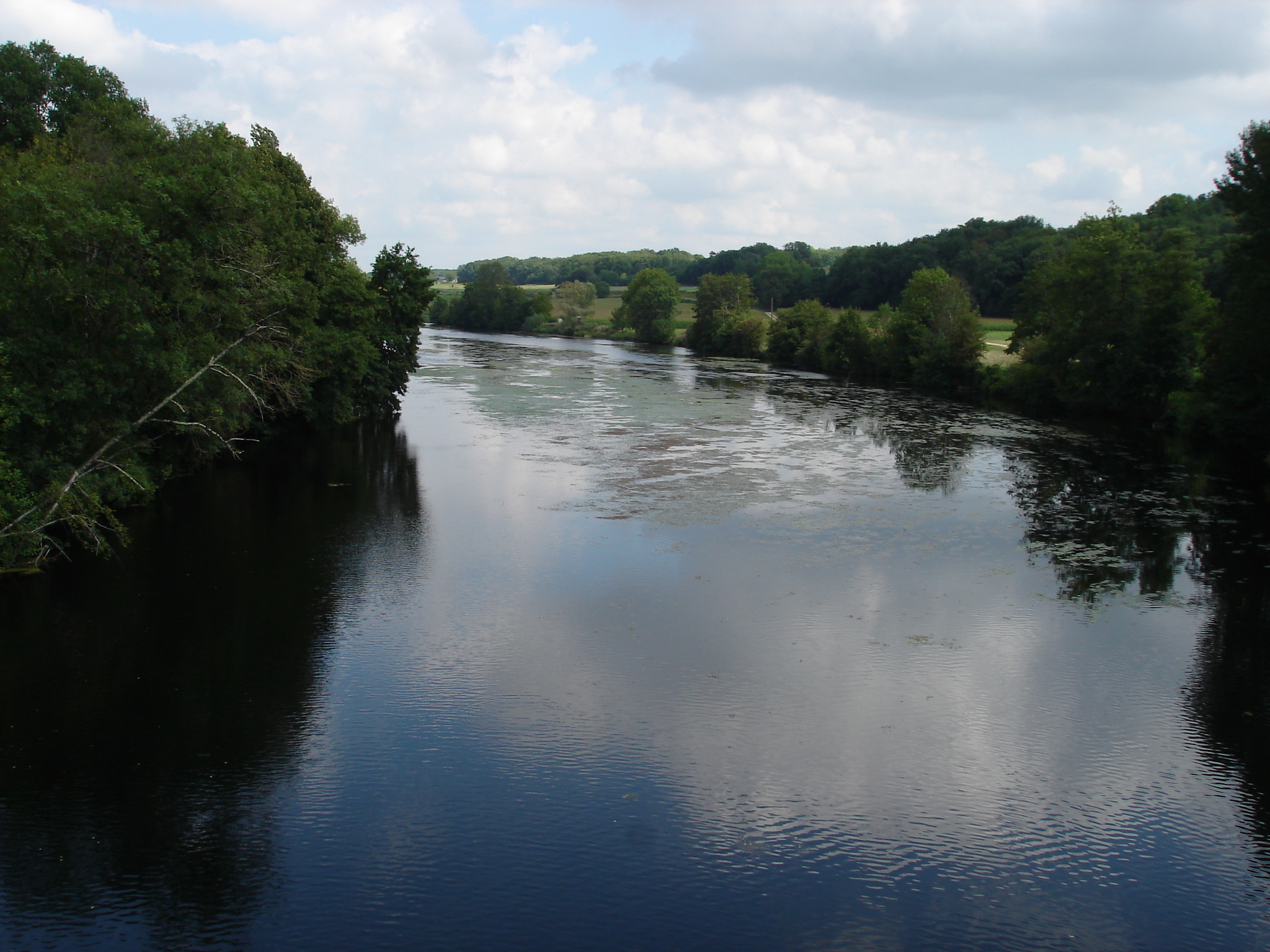
La rivière Creuse en 2011.

### Climat
Pour des articles plus généraux, voir Climat du Centre-Val de Loire et Climat de l'Indre.
En 2010, le climat de la commune est de type climat océanique altéré, selon une étude du CNRS s'appuyant sur une série de données couvrant la période 1971-2000. En 2020, Météo-France publie une typologie des climats de la France métropolitaine dans laquelle la commune est toujours exposée à un climat océanique altéré et est dans la région climatique Poitou-Charentes, caractérisée par un bon ensoleillement, particulièrement en été et des vents modérés.
Pour la période 1971-2000, la température annuelle moyenne est de 11,9 °C, avec une amplitude thermique annuelle de 15,1 °C. Le cumul annuel moyen de précipitations est de 741 mm, avec 11,7 jours de précipitations en janvier et 6,8 jours en juillet. Pour la période 1991-2020, la température moyenne annuelle observée sur la station météorologique de Météo-France la plus proche, sur la commune du Blanc à 7 km à vol d'oiseau, est de 12,9 °C et le cumul annuel moyen de précipitations est de 776,4 mm,. Pour l'avenir, les paramètres climatiques de la commune estimés pour 2050 selon différents scénarios d'émission de gaz à effet de serre sont consultables sur un site dédié publié par Météo-France en novembre 2022.

### Voies de communication et transports
Le territoire communal est desservi par les routes départementales : 3, 43, 62, 95 et 950.
La ligne de Port-de-Piles à Argenton-sur-Creuse passait par le territoire communal, une gare desservait la commune. Les gares ferroviaires les plus proches sont les gares de Châtellerault (42 km) et Argenton-sur-Creuse (47 km).
Fontgombault est desservie par la ligne P du Réseau de mobilité interurbaine.
L'aéroport le plus proche est l'aéroport de Châteauroux-Centre, à 70 km.
Le territoire communal est traversé par le sentier de grande randonnée de pays de la Brenne, par la voie verte des Vallées et par le sentier Rive Gauche, Rive Droite : les coteaux calcaires de la vallée de la Creuse, itinéraire fléché de 11 km, dont le départ est situé au pied du pont, sur la rive gauche de la Creuse et par le Chemin des Roches, chemin de 5 km, qui part du centre du bourg.

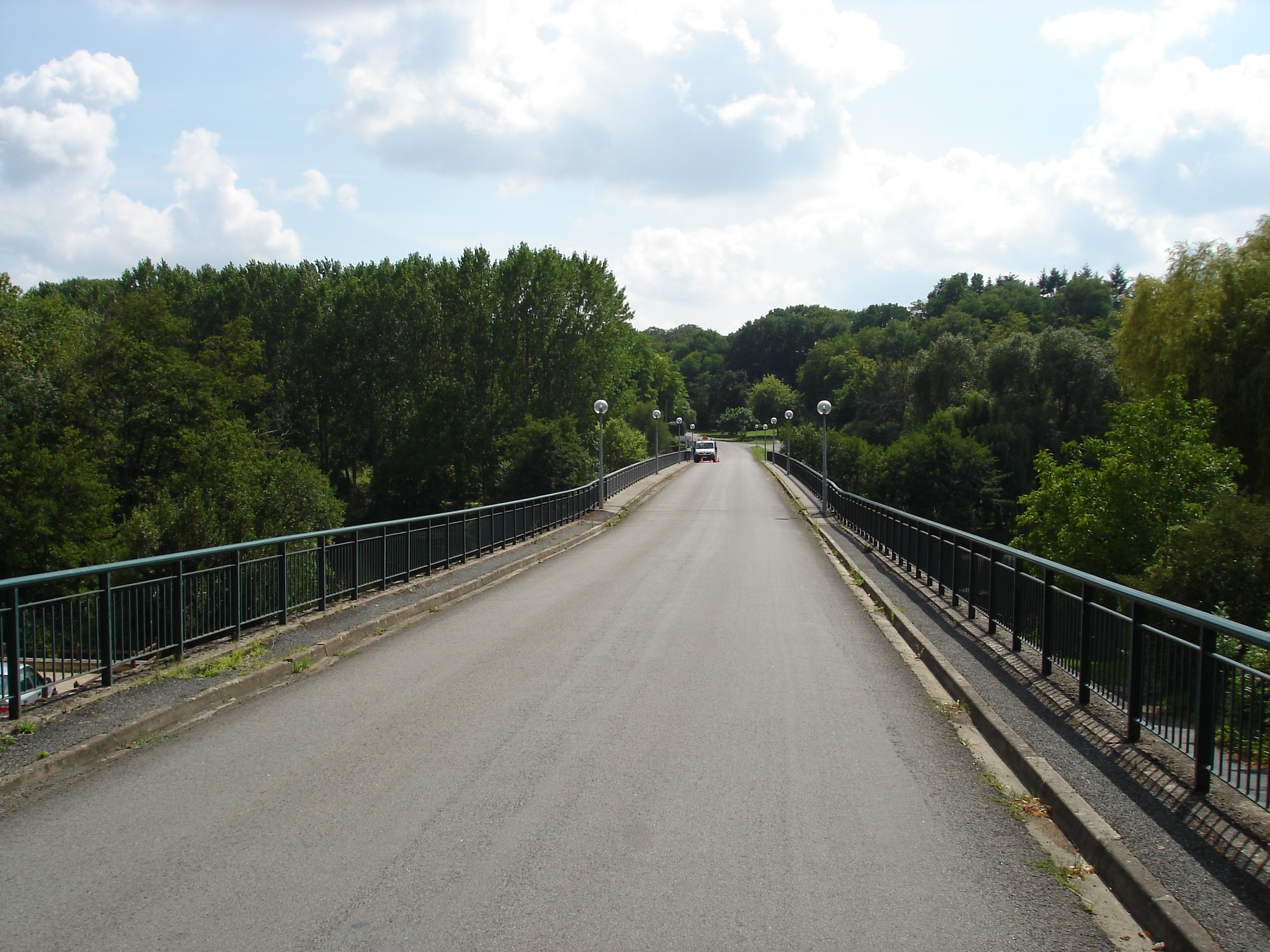
La route départementale 43 en 2011.
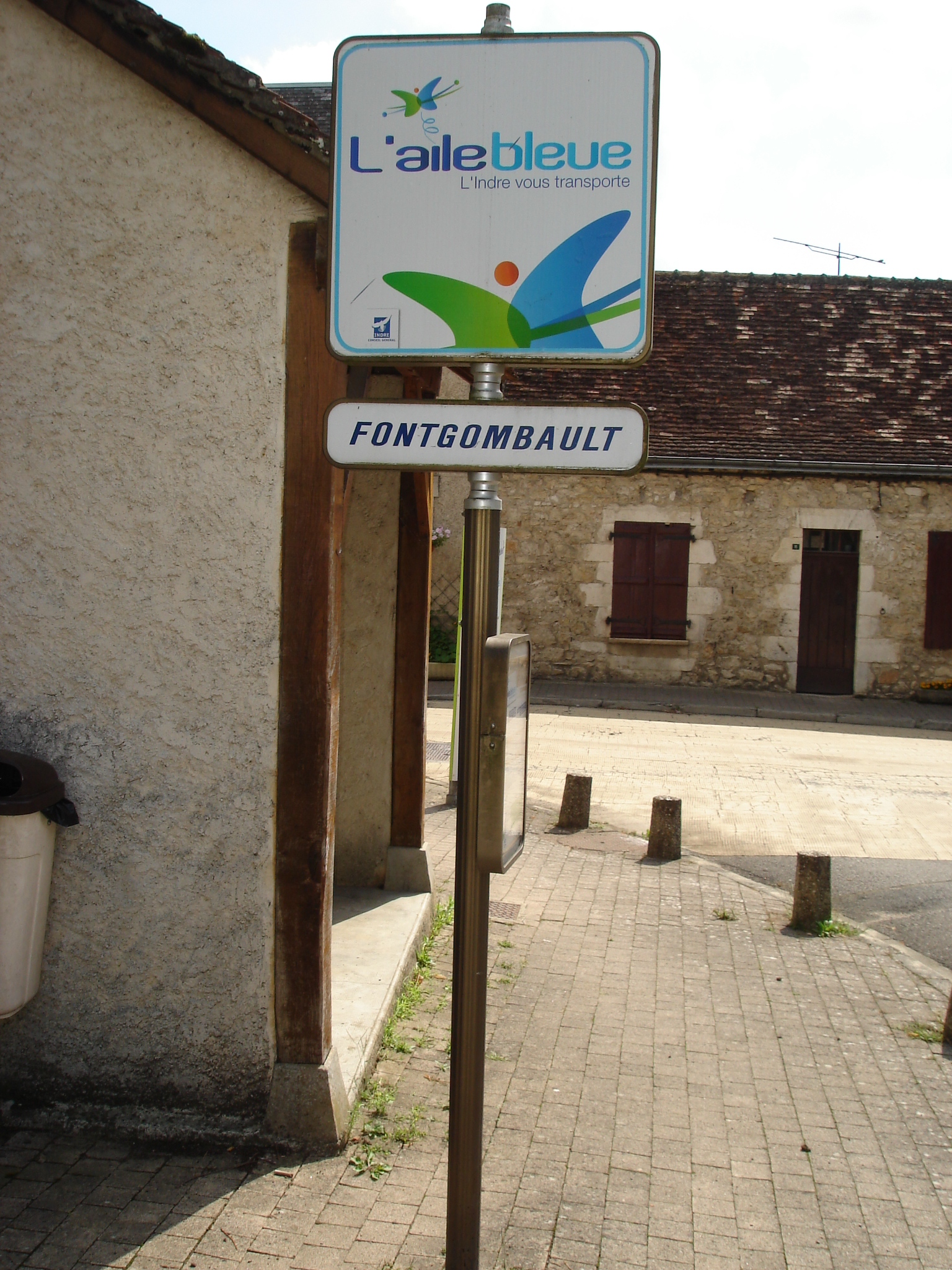
L'arrêt de bus L'Aile Bleue en 2011.

## Urbanisme

### Typologie
Au 1er janvier 2024, Fontgombault est catégorisée commune rurale à habitat dispersé, selon la nouvelle grille communale de densité à sept niveaux définie par l'Insee en 2022.
Elle est située hors unité urbaine. Par ailleurs la commune fait partie de l'aire d'attraction du Blanc, dont elle est une commune de la couronne,. Cette aire, qui regroupe 23 communes, est catégorisée dans les aires de moins de 50 000 habitants,.

### Occupation des sols
L'occupation des sols de la commune, telle qu'elle ressort de la base de données européenne d’occupation biophysique des sols Corine Land Cover (CLC), est marquée par l'importance des territoires agricoles (71,8 % en 2018), une proportion identique à celle de 1990 (71,8 %). La répartition détaillée en 2018 est la suivante : 
terres arables (38,8 %), zones agricoles hétérogènes (33 %), forêts (25,4 %), zones urbanisées (2,8 %). L'évolution de l’occupation des sols de la commune et de ses infrastructures peut être observée sur les différentes représentations cartographiques du territoire : la carte de Cassini (XVIIIe siècle), la carte d'état-major (1820-1866) et les cartes ou photos aériennes de l'IGN pour la période actuelle (1950 à aujourd'hui).

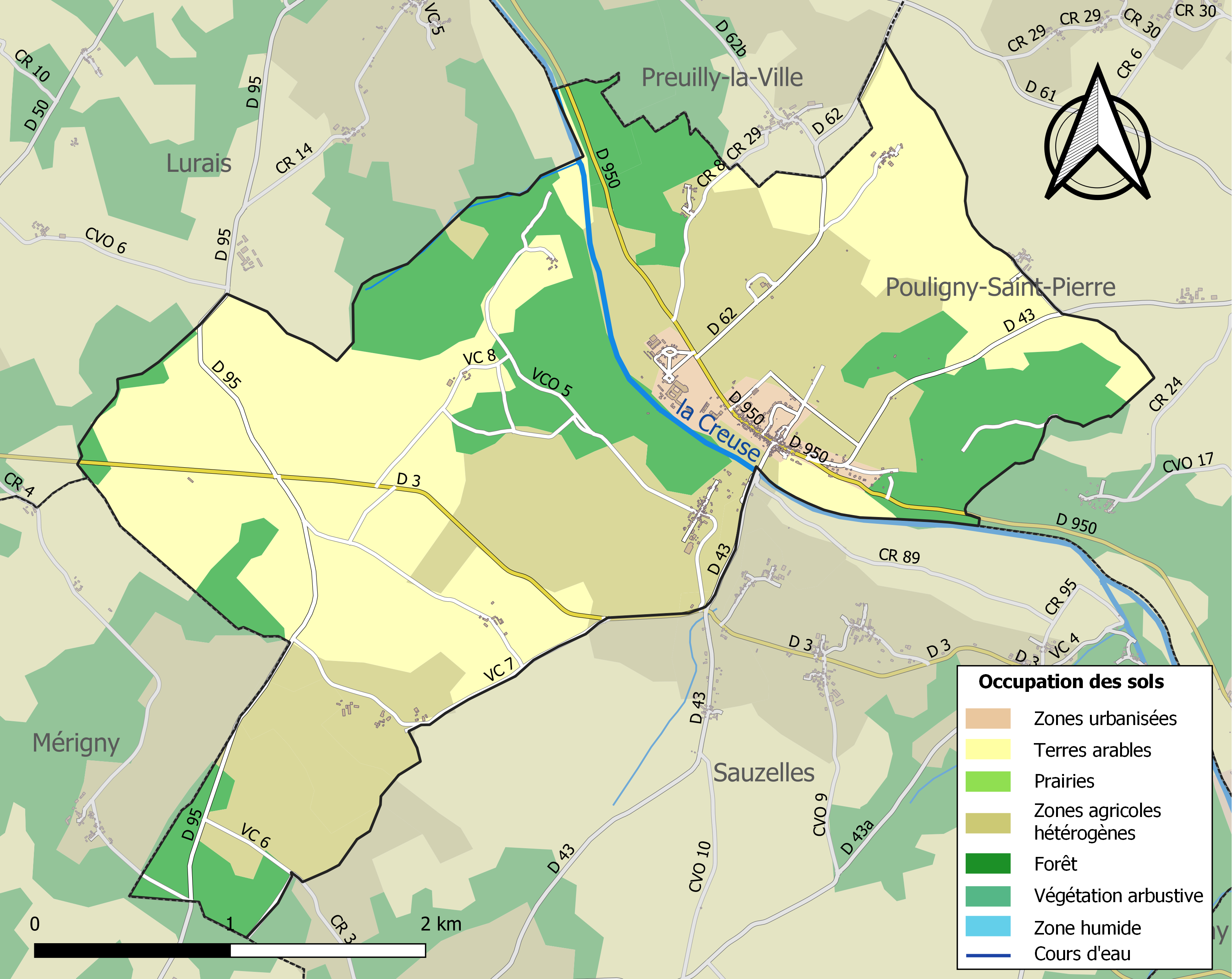
Carte des infrastructures et de l'occupation des sols de la commune en 2018 (CLC).

### Logement
Le tableau ci-dessous présente le détail du secteur des logements de la commune :
| Date du relevé                                              | 2013   | 2015   |
| Nombre total de logements                                   | 171    | 169    |
| Résidences principales                                      | 52,6 % | 63,3 % |
| Résidences secondaires                                      | 33,9 % | 38,2 % |
| Logements vacants                                           | 13,4 % | 8,5 %  |
| Part des ménages propriétaires de leur résidence principale | 79,1 % | 75 %   |

### Risques majeurs
Le territoire de la commune de Fontgombault est vulnérable à différents aléas naturels : météorologiques (tempête, orage, neige, grand froid, canicule ou sécheresse), inondations et séisme (sismicité faible). Il est également exposé à un risque technologique, la rupture d'un barrage. Un site publié par le BRGM permet d'évaluer simplement et rapidement les risques d'un bien localisé soit par son adresse soit par le numéro de sa parcelle.

#### Risques naturels
Certaines parties du territoire communal sont susceptibles d’être affectées par le risque d’inondation par débordement de cours d'eau, notamment la Creuse. La commune a été reconnue en état de catastrophe naturelle au titre des dommages causés par les inondations et coulées de boue survenues en 1982, 1990, 1999 et 2016,.

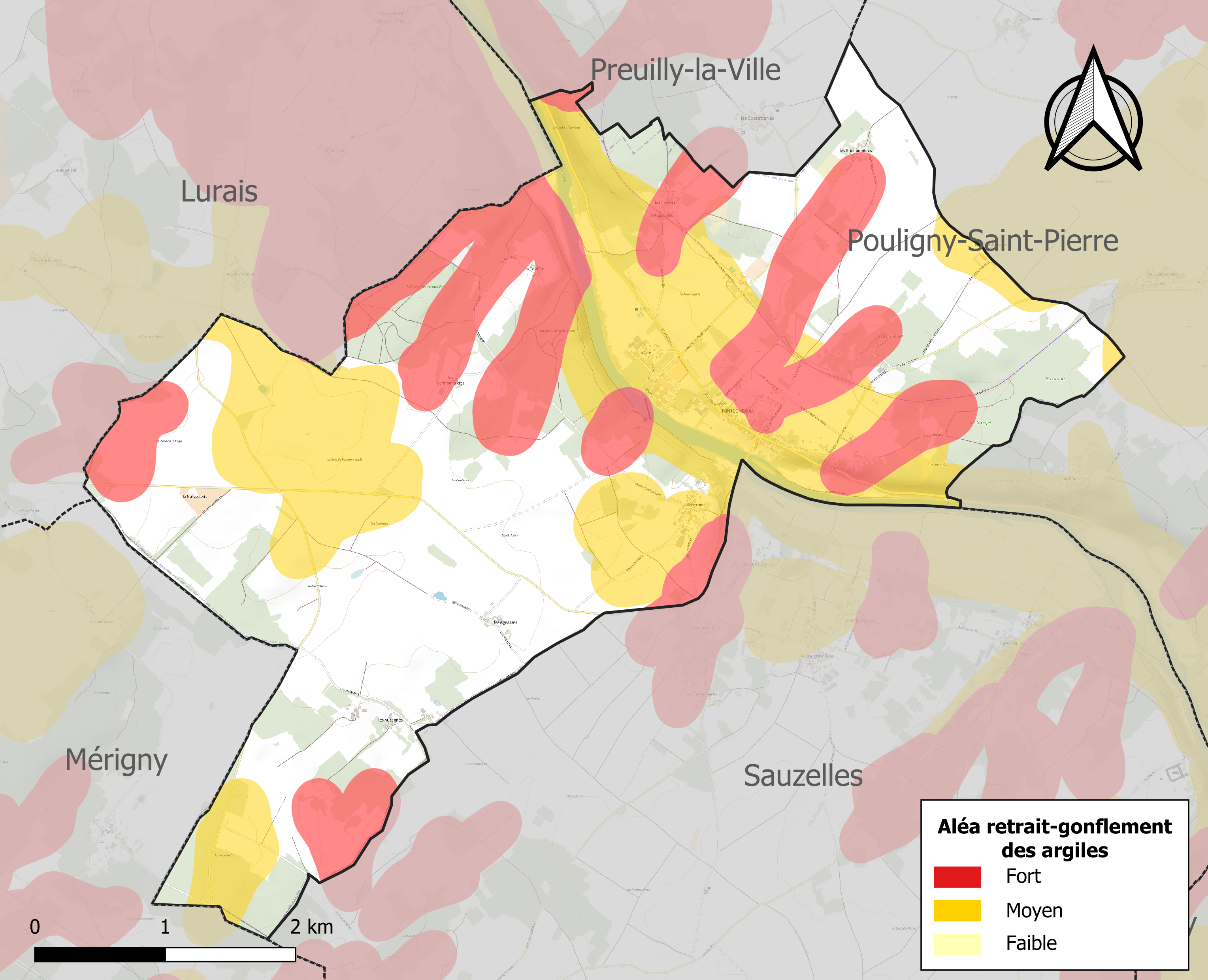
Carte des zones d'aléa retrait-gonflement des sols argileux de Fontgombault.

Le retrait-gonflement des sols argileux est susceptible d'engendrer des dommages importants aux bâtiments en cas d’alternance de périodes de sécheresse et de pluie. 54,4 % de la superficie communale est en aléa moyen ou fort (84,7 % au niveau départemental et 48,5 % au niveau national). Sur les 174 bâtiments dénombrés sur la commune en 2019, 160 sont en aléa moyen ou fort, soit 92 %, à comparer aux 86 % au niveau départemental et 54 % au niveau national. Une cartographie de l'exposition du territoire national au retrait gonflement des sols argileux est disponible sur le site du BRGM,.
Concernant les mouvements de terrains, la commune a été reconnue en état de catastrophe naturelle au titre des dommages causés par des mouvements de terrain en 1999.

#### Risques technologiques
La commune est en outre située en aval du Barrage d'Éguzon, de classe A et faisant l'objet d'un PPI, mis en eau en 1926, d’une hauteur de 58 mètres et retenant un volume de 57,3 millions de mètres cubes. À ce titre elle est susceptible d’être touchée par l’onde de submersion consécutive à la rupture de cet ouvrage.

## Toponymie
Le nom est attesté sous les formes Fontisgumbaudi 1096, Fonsgombaudi 1110, Foncombault 1436, Fontis Gombaudi 1327. Il s'agit vraisemblablement d’un composé du latin fons « source, fontaine » et d’un anthroponyme.
Fontgombault pourrait tirer son nom de l'ermite Gombaud. Celui-ci, comme dit la légende, était un personnage de haut lignage que le dégoût des vanités du monde avait poussé à embrasser une vie de prières et de pénitences. Il faut tout de même nuancer cette tradition, qui repose essentiellement sur des récits hagiographiques postérieurs à la fondation de l’abbaye, et qui ne repose sur aucun témoignage contemporain direct. "-Gombault" pourrait tout simplement dériver de l’anthroponyme germanique Gundbald, régulièrement attesté dans la documentation médiévale("La fontaine de Gundbald"), sans lien nécessaire avec une figure locale précise... 
Ses habitants sont appelés les Fontgombaldiens.

## Histoire
Des traces de vie humaine, datant de plusieurs millénaires avant notre ère, ont été retrouvées sur ce territoire. Des quantités de silex taillés ou polis, remontant au Paléolithique ou au Néolithique, y ont été découverts.
Plusieurs pièces romaines d'or et d'argent ainsi que des débris de tuiles et deux meubles retrouvés dans les dépendances de l'abbaye, attesteraient de l'existence de quelques maisons datant de l'époque gallo-romaine.
Sur la rive droite de la Creuse, il existait une voie romaine reliant Tours au Blanc, via Tournon-Saint-Martin et qui correspondrait sensiblement à l'emplacement de l'ancienne voie ferrée même si le tracé n'est pas exactement connu à ce jour. Le site d'un lieu de culte gallo-romain a été mis au jour en 1987, par deux archéologues. L'architecture particulière de ce temple pouvait faire penser à un petit château.
L'ermite Gombaud s'installa au Xe siècle dans une étroite cellule dans le roc. Il s'appropria les eaux de la fontaine qui coulait au pied du rocher. Cette source est toujours utilisée pour alimenter en eau potable les habitants de la commune et se situe au niveau du déversoir sur la rive gauche de la Creuse. Sieur Gombaud fut le premier à mener une vie religieuse en ces parages. Il mourut au bord de la Creuse après l'an 1023.
L'histoire du bourg de Fontgombault est ensuite liée à la présence et au développement de l'abbaye bénédictine. Les premières maisons du bourg et la chapelle romane Saint-Jacques, furent construites peu après l'installation du monastère bénédictin, fondé en 1091, par Pierre de l’Étoile.
Jusqu'au milieu du XXe siècle les habitants du village vivaient essentiellement d'agriculture et d'élevage. La population était très sédentaire et ne se déplaçait pratiquement jamais. Le chemin de fer arriva pourtant à la fin du XIXe siècle et fut inauguré en 1886. Le chemin de fer fonctionnera jusqu'en 1970 environ où il cessera complètement d'exister à cause de la généralisation des automobiles et des transports routiers.
En 1887 fut construite une école mixte à côté de la mairie, puis en 1910 arriva le premier téléphone public.
En 1931 fut installé un réseau de distribution d'énergie électrique, puis en 1937 des canalisations pour l'adduction d'eau et en 1957 un réseau d'égout.
La commune fut rattachée de 1973 à 2015 au canton de Tournon-Saint-Martin.

## Politique et administration
La commune dépend de l'arrondissement du Blanc, du canton du Blanc, de la première circonscription de l'Indre et de la communauté de communes Brenne - Val de Creuse.
Elle dispose d'une agence postale communale et d'un syndicat d'initiative.
Les moines de l'abbaye Notre-Dame de Fontgombault, dont deux sont conseillers municipaux lors du mandat 2008-2014, représentent une part importante de l'électorat, expliquant l'arrivée de Christine Boutin en tête de l'élection présidentielle française de 2002 avec 29,9 % des suffrages dans la commune. Lors de l'élection présidentielle française de 2012, Nicolas Sarkozy récolte 40 % des voix au premier tour suivi de Marine Le Pen avec 17,17 % des voix. Son maire actuel, Jacques Tissier, s'est illustré publiquement en 2012 et 2013 en déclarant ne pas vouloir marier des homosexuels,. Le conseil municipal délibère en ce sens le 24 octobre 2013 et menace de démissionner si l'on force un membre du conseil municipal à célébrer un mariage entre deux personnes de même sexe. Un conseiller vote contre, deux démissionnent. Devant le refus du conseil municipal de retirer cette délibération estimée par certaines illégale, le préfet de l'Indre dépose le 19 décembre 2013, un recours en annulation devant le tribunal administratif d'Orléans. Le 10 juillet 2014, le tribunal administratif de Limoges a annulé cette délibération prise par le conseil municipal. La justice administrative a estimé que cette délibération adoptée le 24 octobre 2013, violait le « principe de neutralité du service public » et a en particulier rejeté les arguments de l’avocat de la commune, MeCyrille Dutheil-de-la-Rochère, cousin de Ludovine de La Rochère, présidente de la Manif pour tous, estimant que le document n’était pas « un vœu » mais bien « une déclaration d’intention ».

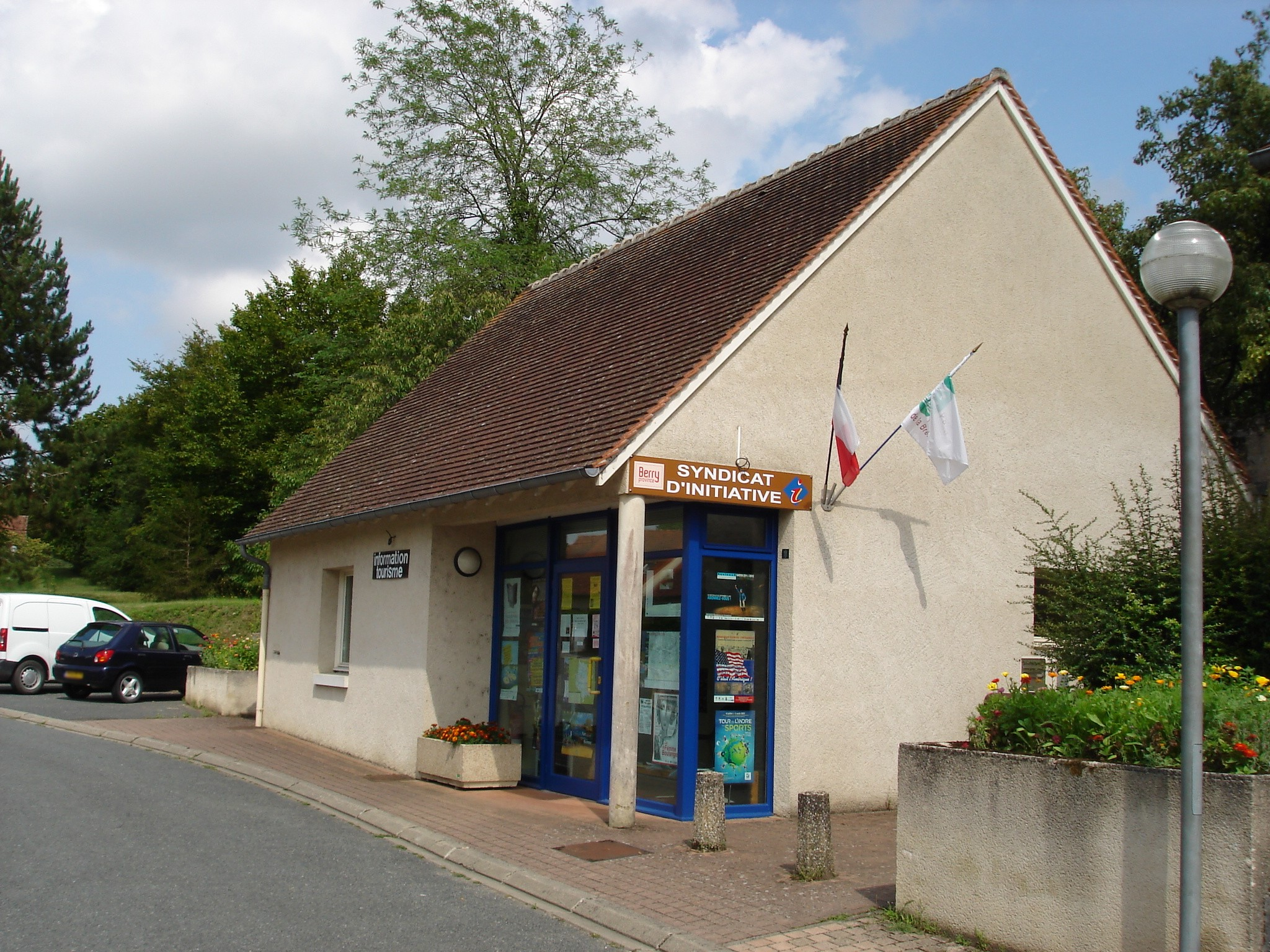
Le syndicat d'initiative en 2011.

| Période                                  | Période     | Identité           | Étiquette        | Qualité     |
| ---------------------------------------- | ----------- | ------------------ | ---------------- | ----------- |
| av.1919                                  | ?           | Louis Simonnet     | Union socialiste | Industriel  |
|                                          |             |                    |                  |             |
| mars 1977,                               | avril 2016, | Jacques Tissier    | DVD              | Retraité    |
| avril 2016                               | 3 juin 2016 | vacant             | ?                | ?           |
| 3 juin 2016                              | En cours    | Philippe Confolant | ?                | Agriculteur |
| Les données manquantes sont à compléter. |             |                    |                  |             |

## Population et société

### Démographie
L'évolution du nombre d'habitants est connue à travers les recensements de la population effectués dans la commune depuis 1793. Pour les communes de moins de 10 000 habitants, une enquête de recensement portant sur toute la population est réalisée tous les cinq ans, les populations de référence des années intermédiaires étant quant à elles estimées par interpolation ou extrapolation. Pour la commune, le premier recensement exhaustif entrant dans le cadre du nouveau dispositif a été réalisé en 2007.

En 2022, la commune comptait 262 habitants, en évolution de +5,65 % par rapport à 2016 (Indre : −3 %, France hors Mayotte : +2,11 %).
| 1793 | 1800 | 1806 | 1821 | 1831 | 1836 | 1841 | 1846 | 1851 |
| ---- | ---- | ---- | ---- | ---- | ---- | ---- | ---- | ---- |
| 495  | 380  | 365  | 369  | 392  | 411  | 368  | 390  | 428  |

| 1856 | 1861 | 1866 | 1872 | 1876 | 1881 | 1886 | 1891 | 1896 |
| ---- | ---- | ---- | ---- | ---- | ---- | ---- | ---- | ---- |
| 600  | 569  | 713  | 781  | 813  | 420  | 462  | 450  | 401  |

| 1901 | 1906 | 1911 | 1921 | 1926 | 1931 | 1936 | 1946 | 1954 |
| ---- | ---- | ---- | ---- | ---- | ---- | ---- | ---- | ---- |
| 383  | 357  | 411  | 395  | 481  | 452  | 488  | 472  | 324  |

| 1962 | 1968 | 1975 | 1982 | 1990 | 1999 | 2006 | 2007 | 2012 |
| ---- | ---- | ---- | ---- | ---- | ---- | ---- | ---- | ---- |
| 333  | 324  | 310  | 267  | 310  | 283  | 271  | 269  | 252  |

| 2017 | 2022 | - | - | - | - | - | - | - |
| ---- | ---- | - | - | - | - | - | - | - |
| 249  | 262  | - | - | - | - | - | - | - |

### Enseignement
La commune dépend de la circonscription académique du Blanc.

### Sports
Fontgombault possède un swin golf, sport proche du golf inventé en France et reconnu par la Fédération française de golf. Le swin golf de Fontgombault possède neuf trous de difficultés différentes. Le circuit comporte des lignes droites atteignant parfois 200 mètres, des courbes pouvant aller jusqu'à 90° et de légères pentes.

### Médias
La commune est couverte par les médias suivants : La Nouvelle République du Centre-Ouest, Le Berry républicain, L'Écho - La Marseillaise, La Bouinotte, Le Petit Berrichon, France 3 Centre-Val de Loire, Berry Issoudun Première, Vibration, Forum, France Bleu Berry et RCF en Berry.

## Économie
La commune se situe dans l’aire urbaine du Blanc, dans la zone d’emploi du Blanc et dans le bassin de vie du Blanc.
La commune se trouve dans l'aire géographique et dans la zone de production du lait, de fabrication et d'affinage des fromages Pouligny-saint-pierre et Sainte-maure-de-touraine.

## Culture locale et patrimoine
- Abbaye Notre-Dame de Fontgombault, fondée en 1091[49].
- Église Saint-Jacques (XIIe siècle)
- Monument aux morts

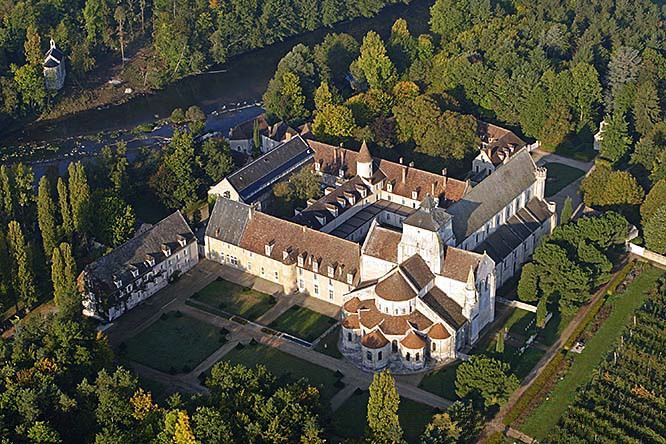
L'abbaye Notre-Dame en 2005.
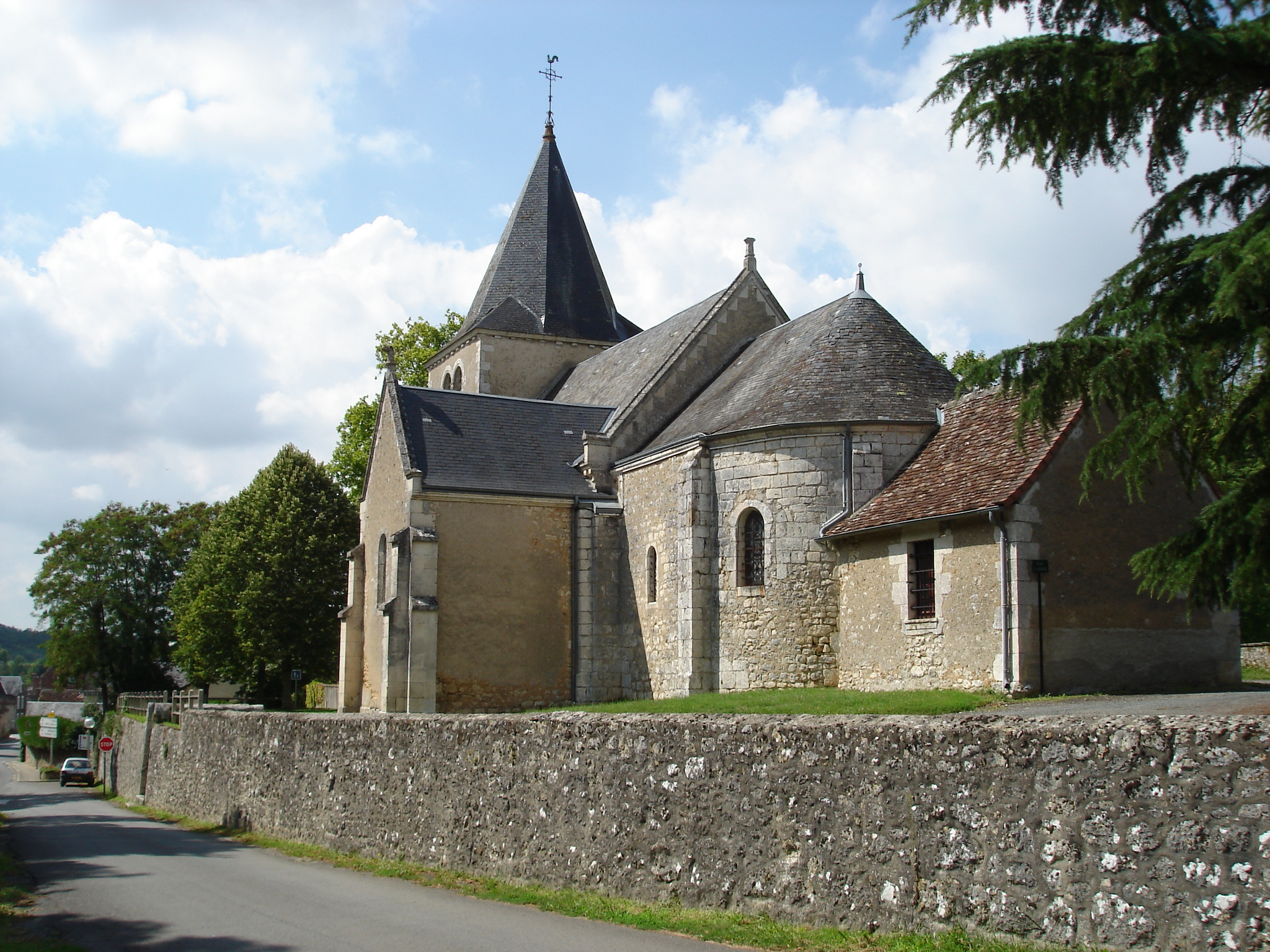
L'église Saint-Jacques en 2011.
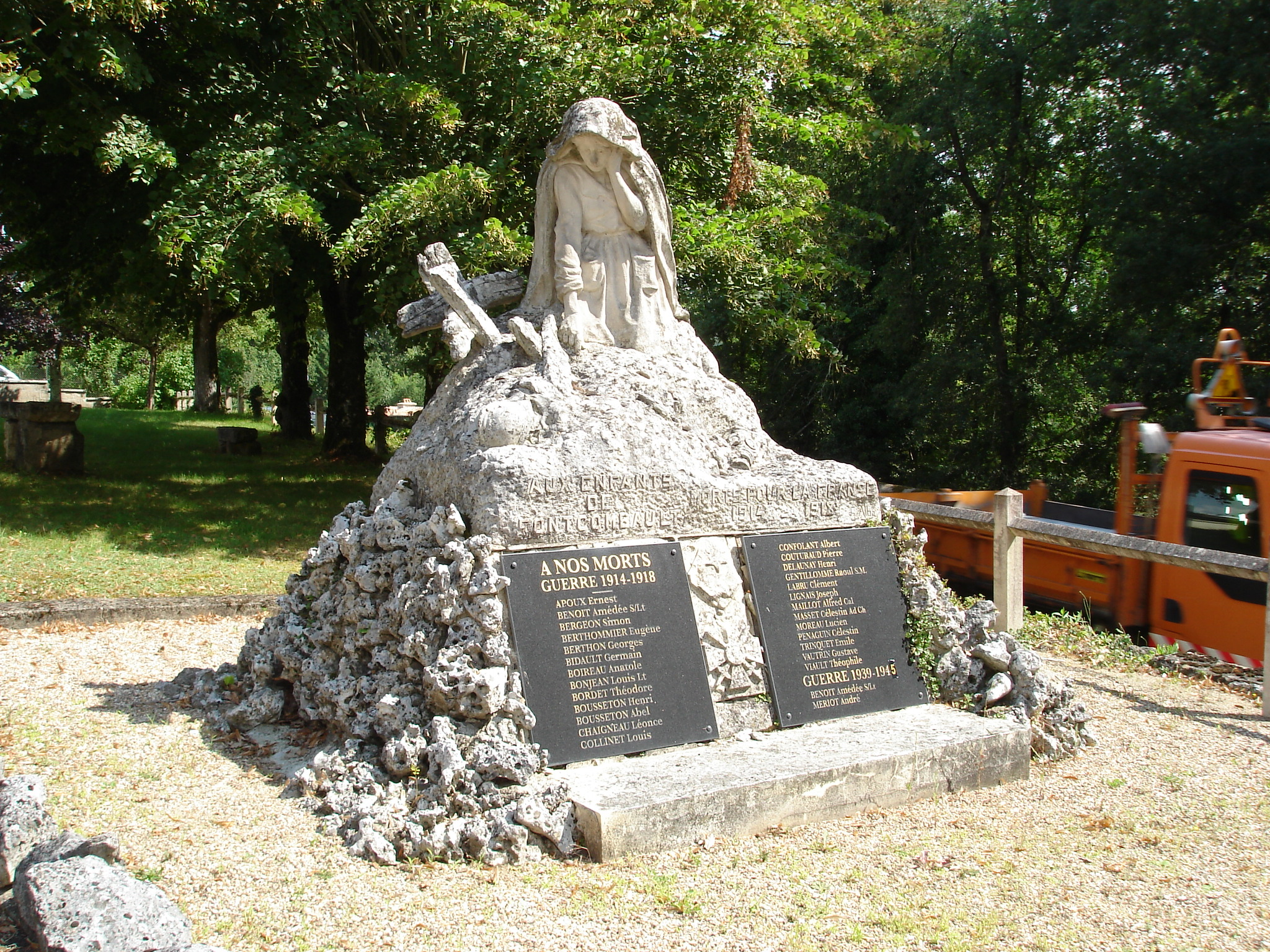
Le monument aux morts en 2011.

### Personnalités liées à la commune
- Étienne Catta (1901-1974), chanoine, fondateur de l'Opus sacerdotale.
- Jean-François Mathé (1950-2023), poète français.